# Holger Flöttmann
Holger Flöttmann (* 1966 in Gütersloh) ist ein deutscher Computerspielentwickler und Unternehmer. Er war Gründer der deutschen Entwicklerstudios Thalion Software und Ascaron.

## Karriere
Flöttmann begann seine Karriere als Grafiker beim deutschen Entwickler Rainbow Arts. Zusammen mit Erik Simon, Jochen Hippel und Marc Rosocha gründete er im Oktober 1988 in Gütersloh das Entwicklungsstudio Thalion Software und leitete dieses als Geschäftsführer. Das Studio entwickelte unter Flöttmanns Mitwirkung positiv bewertete Titel wie Warp oder Chambers of Shaolin, konnte daraus aber keine finanziellen Vorteile ziehen. 1991 wurde Thalion von Ariolasoft übernommen und Flöttmann verließ das Unternehmen.
Stattdessen gründete er im August desselben Jahres das Entwicklungsstudio Ascon, das sich wegen der Verwechslungsgefahr mit der Schweizer Ascom 1996 in Ascaron umbenannte. Er führte das Unternehmen als Geschäftsführer und vielfach auch Produzent bis zu dessen Insolvenz und Auflösung im Jahr 2009. Schwerpunktmäßig entwickelte das Studio Computerspiele für den PC. Zum Zeitpunkt der Schließung war Ascaron eines der ältesten und erfolgreichsten Entwicklerstudios Deutschlands, mit bekannten Managementsimulationen wie Der Patrizier und Anstoss, aber auch dem international sehr erfolgreichen Action-Rollenspiel Sacred. Andererseits gelang es Flöttmann nicht, die Produktentwicklung zu straffen und die Finanzierung des Unternehmens dauerhaft zu sichern. In Folge verzögerten sich Entwicklungen regelmäßig und überschritten die geplanten Budgets. Es kam zu stark fehlerbehafteten Veröffentlichungen und die Verkaufszahlen blieben hinter den Erwartungen zurück. Auch der Übergang zu einem Konsolenspiel-Entwickler gelang nicht. Mit den Verzögerungen der Arbeiten am Hoffnungsträger Sacred 2 rutschte das Unternehmen endgültig in die Zahlungsunfähigkeit. Als Sacred 2 in den USA für Konsolen veröffentlicht wurde und Platz 1 der Verkaufscharts erklomm, befand sich das Unternehmen bereits in der Abwicklung.
Seit 2010 ist Flöttmann Geschäftsführer der von ihm gegründeten Ryddion Studios, die auf 3D-Visualisierungen spezialisiert sind.

## Veröffentlichte Spiele
- 1987: In 80 Days Around the World
- 1987: Jinks
- 1988: Spaceball
- 1988: The Final Trip
- 1989: Chambers of Shaolin
- 1989: Warp
- 1989: The Seven Gates of Jambala
- 1990: Enchanted Land
- 1992: Der Patrizier
- 1993: Anstoss
- 1994: Hanse: Die Expedition
- 1996: Gloriana
- 1997: Vermeer: Die Kunst zu erben
- 1997: Anstoss 2
- 1998: Extreme 500
- 2000: Patrizier 2
- 2000: Anstoss 3
- 2001: Ballerburg
- 2001: Anstoss Action
- 2002: Port Royale
- 2002: Anstoss 4
- 2003: Piraten – Herrscher der Karibik
- 2003: Anstoss 4 – Edition 03/04
- 2004: Sacred
- 2004: Port Royale 2
- 2004: Vermeer 2: The Great Art Race
- 2004: Anstoss 2005